# Федерация женщин за мир во всём мире
Федерация женщин за мир во всём мире (кор. 세계펑화여성연합/世界平和女性聯合, англ. Women's Federation for World Peace, WFWP) — международная неправительственная женская организация.
Федерация учреждена в 1992 году, имеет генеральный консультативный статус в ЭКОСОС ООН и провозглашает своей целью расширение прав и возможностей женщин для укрепления института семьи и миротворчества.

## Цели
Федерация работает над расширением прав и возможностей женщин как миротворцев. Основные методы работы — просвещение, программы в зонах конфликтов по примирению и гуманитарная помощь.

## История
Федерация была основана по инициативе корейской общественной деятельницы Хан Хакча, вдовы проповедника Мун Сон Мёна. Учредительная конференция прошла 24-27 августа 1992 года в Сеуле, Республика Корея. В том же году Хан совершила турне по 113 городам в 12 странах мира, учреждая национальные отделения.
В 1993 году в Токио федерация организовала конференцию, на которой основным докладчиком выступала жена Вице-Президента США Дэна Куэйла Мэрилин Такер Куэйл. В 1996 году федерация провела турне по 20 городам США и по 12 странам. Публичные выступления были сфокусированы на растущем насилии в США и на глобальной деградации института семьи.
В 1995 году Президент США Джордж Буш выступил с речами на программах федерации в нескольких городах Японии и в Вашингтоне. Буш подвергся критике в прессе за продвижение федерации, поскольку федерация аффилирована c учредителями Церкви объединения и принадлежит к Движению объединения в числе других основанных супругами Мун организаций. В частности, он сказал:
Если б я мог как президент сделать лишь одно дело, которое помогло бы стране в большей степени, то этим делом было бы укрепление американской семьи путём откровенного разговора или повышения нравственных норм.
Его выступления собрали до 50 000 зрителей. На той же программе Хан выступила с призывом спасти Америку от «разрушения семьи и морального разложения».
В 1997 году федерации был присвоен генеральный консультативный статус при ЭКОСОС ООН.

## Деятельность
Федерация участвует в работе по Комиссии ООН по положению женщин, в всемирной конференции ООН по женщинам (World Conference on Women), в работе ЮНЕСКО в Африке и на Ближнем Востоке, в программах по искоренению бедности и правам человека в Африке, проводит учебные программы для женщин по повышению грамотности и обучению предпринимательству. Федерация является партнёром коалиции «UN We Need» и участвует в работе ООН Женщины. Федерация участвует в празднованиях дней ООН.
Федерация участвует в установлении межнациональных диалогов в формате клубной деятельности для женщин. В межрелигиозной сфере федерация проводила программы для женщин-мусульманок о миротворчестве и ценностях семьи. Одной и сфер деятельности федерации является укрепление семьи и работа с молодежью..
Федерация проводит «Мосты мира» (англ. Bridge of Peace) между представляющими враждующие страны женщинами.
Федерация способствовала учреждению «Дня родителей» (англ. Parents Day) как национального праздника в США.
Федерация присуждает награду «HerStory Award» за выдающиеся достижения женщин-активисток.

## Статус
Федерация состоит в генеральном консультативном статусе при Экономическом и Социальном Совете ООН, аккредитована в Офисе ООН в Женеве, является членом Венского комитета неправительственных организаций по наркотикам (англ. Vienna NGO Committee on Drugs), членом Экономической и социальной комиссии ООН по Западной Азии (англ. United Nations Economic and Social Commission for Western Asia). Участвует в работе Управления ООН по наркотикам и преступности.
В ООН федерация действует под своим международным названием «Women’s Federation for World Peace International» («WFWPI» или «WFWP International»).

## Регионы
Федерация представлена в 143 странах мира.В европейском регионе организация работает во Франции, в Италии в партнерстве с Федерацией за всеобщий мир и в Испании. Федерация активно действует в Украине. Евразийский отделением федерации руководит Ольга Вакулинская. В Австралии федерацией руководит общественный деятель Анна Белевансе. В Южной Америке федерация представлена в Парагвае и Бразилии. Среди африканских стран федерация активна в Бурунди.

## Руководитель
Морико Хори (Mrs. Moriko Hori) является президентом федерации с 2016 года и руководит отделением федерации в Японии. На посту президента она сменила прежнего президента Мун Ланян (англ. Lan Young Moon). Руководителем отделения федерации в США является Алекса Уорд (англ. Alexa Fish Ward). В 2024 году в Вашингтоне Хори выступила на Международном саммите по религиозной свободе о проблемах свободы совести в Японии в связи с начатым японским отделением федерации судебным процессом в суде Токио.